# 行動聯網裝置

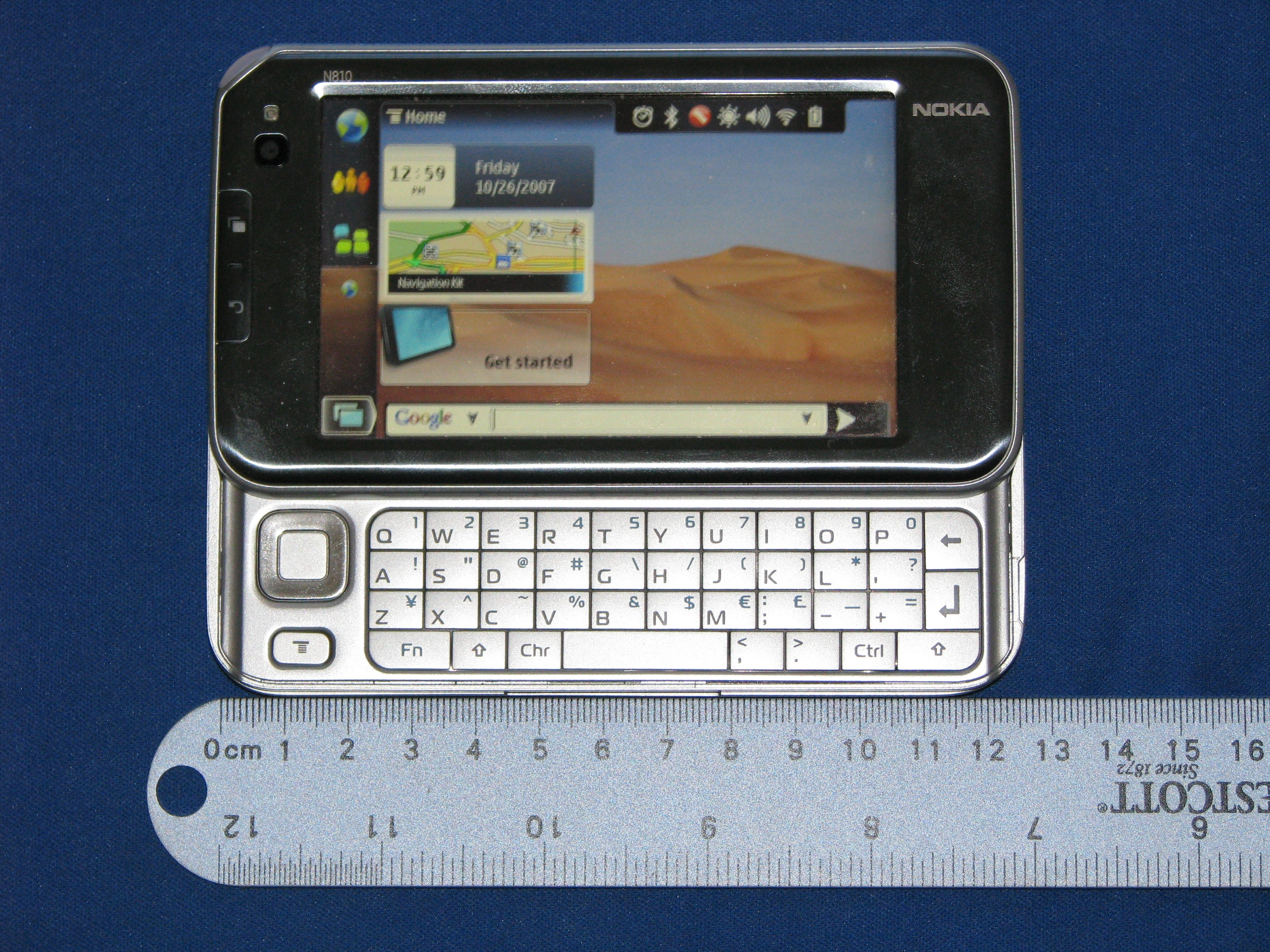
Nokia N810是一種MID

行動聯網裝置（Mobile Internet Device，簡稱MID，又譯移动互联网设备）是英特尔在2008年英特爾科技論壇大会上提出的一种电脑概念，为英特尔所设计的UMPC类型草图，但英特尔称这个设计是UMPC的进化品。
英特尔将MID定义为一种体积小于笔记本电脑、但大于手机的移动互联网装置，实际上其概念很接近、甚至可以说等同于个人数码助理。

## 主要特徵
- 尺寸-口袋大小
- 螢幕-介於4至6吋之間，介於行動電話及小筆電間[1]
- 價格-200-300美元[2]
- 重量-400至800克[2]
- 功能-透過內建的3G或Wi-Fi、WiMAX等功能上網，並提供更大的螢幕，讓使用者在網路上使用電子郵件、VoIP、線上音樂、影音內容等服務更容易。[2]

## 市場定位
MID的定位不是智慧型手機、筆記型電腦或小筆電。
據市場研究機構的使用者調查顯示由於新的MID皆已嵌入語音功能，有接近一半的受訪者認為MID可取代手機，這使得MID與智慧型手機之間最主要的差別僅在於尺寸。

## 市場表現
根據市場研究機構的預測，MID出貨量將自2008年30.5萬台成長到2012年的4000萬台，達到120億美元的營收規模。

## 作業系統
開發初期，一些媒体认为MID应该會採用Windows XP或Windows Vista其中之一，但部份市場研究機構認為MID作業系統市場將由Linux主導。直至2009年2月英特爾公佈與LG合作後，LG宣稱將以Linux的Moblin 2.0軟體搭載Intel第二代MID平台Moorestown平台，才確認MID將採用Linux。至2009年英特爾表示，除UMPC使用Windows XP或Vista之外，較小螢幕的MID產品多使用Linux介面。

## 發展平台

### 第一代
Menlow為英特爾第一代MID平台。

### 第二代 Moorestown
Moorestown為英特爾第二代MID平台。最大特色在於：
- 採用45奈米製程[5]
- 在代號Lincroft的晶片中整合Atom處理器核心與繪圖功能，
- 待機較前一代的Menlow節省50倍的耗電
- 在代號Langwel I/O晶片，可支援各種I/O群組與無線傳輸解決方案。[4]
- 將平台晶片組成從三個整合為二個，使MID可以設計的更小。

此平台預計於2010年問世。

## 發展歷史

### 2009
- 2/16 - 英特尔宣布將擴大 MID 合作範疇與LG合作，LG將成為首家使用MID平台的業者。[4]
- 6/23 - 英特尔宣佈與Nokia結盟，具體的合作內容除了硬體的開發合作外，還有多項的行動Linux開放源碼軟體計畫：oFono、ConnMan、Mozilla、X.Org、BlueZ、D-BUS、Tracker、GStreamer、PulseAudio；同時英特尔也取得Nokia的HSPA/3G數據機的IP授權，可用於未來的產品上。[3]

## 相关报道
- （简体中文）CnBeta:UMPC大限已到?! （页面存档备份，存于）
- （简体中文）英特尔称UMPC将集成语音功能 抢占智能手机50%市场 （页面存档备份，存于）
- （英文）Intel's MID UMPCs: So long XP/Vista, hello Linux （页面存档备份，存于）

## 資料來源
1. 1 2  .   [2009年6月29日]. （原始内容存档于2009年7月3日）.
2. 1 2 3  .   [2009年6月29日]. （原始内容存档于2009年7月3日）.
3. 1 2  .   [2009年6月29日]. （原始内容存档于2009年9月5日）.
4. 1 2 3 4 5  .   [2009年6月29日]. （原始内容存档于2009年7月3日）.
5. ↑  .   [2009年6月29日]. （原始内容存档于2013年7月30日）.